# 옥곡역
옥곡역(Okgok station, 玉谷驛)은 전라남도 광양시 옥곡면에 위치한 경전선의 철도역이다. 2016년 7월 14일 경전선 진주~광양 복선화에 따른 이설과 함께 폐역되었다.
이례적으로 폐역할 때 주민들이 자발적으로 고별콘서트를 열었다.

## 역명 유래
고려때 광양에 옥곡소(玉谷所)가 있었는데 이곳 명칭을 마을이름으로 사용했고 고종(1895년)에 광양현으로 승격되면서 옥곡으로 칭한데서 비롯되었다.

## 연혁
- 1967년 10월 5일 : 역사 신축 착공
- 1968년 2월 7일 : 보통역으로 영업 개시[2]
- 1968년 3월 2일 : 역사 신축 준공
- 1994년 1월 1일 : 소화물 취급 중지[3]
- 1994년 5월 1일 : 소화물 취급 재개[4]
- 1996년 4월 20일 : 소화물 취급중지[5]
- 2004년 9월 1일 : 화물 취급 중지[6]
- 2016년 4월 29일 : 경전선 진주~광양 구간 복선화에 따른 이설로 폐역 고시[7]
- 2016년 7월 14일 : 경전선 진주~광양 구간 복선화에 따른 이설과 함께 폐역

## 사진

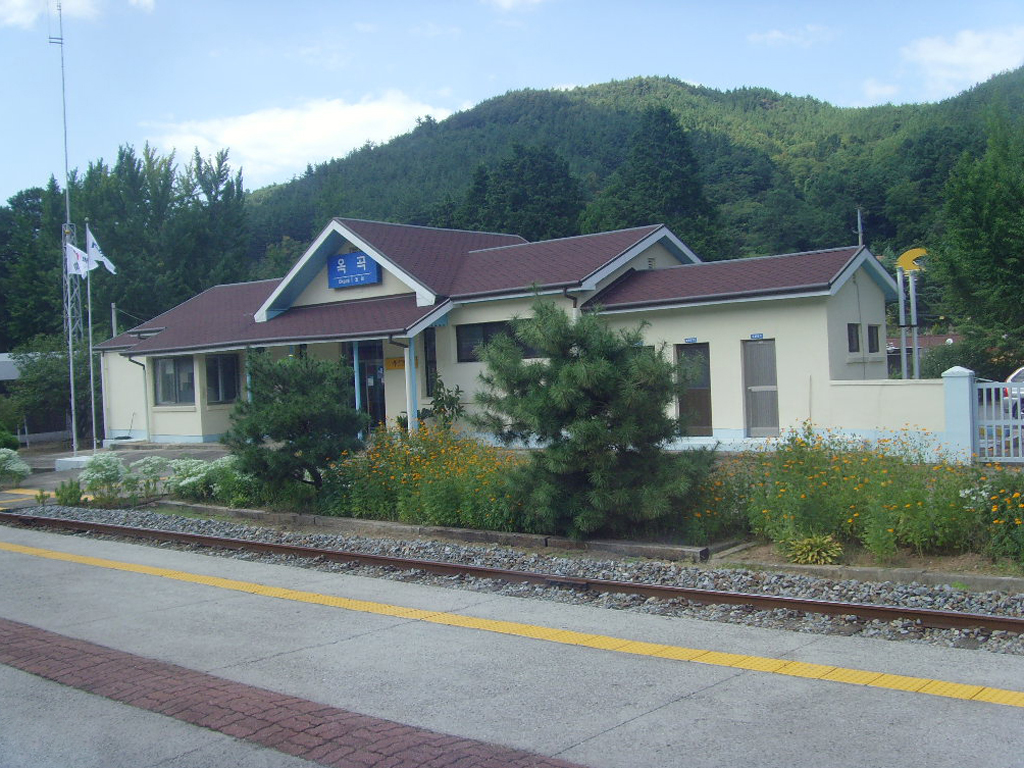
선로쪽 역사 (개량 이후)
선로쪽 역사 (개량 이전)
승강장 (골약역 방향)
승강장 (진상역 방향)